# Чанпин (Пекин)
Чанпи́н (кит. упр. 昌平, пиньинь Chāngpíng) — район городского подчинения города центрального подчинения Пекин (КНР). Расположен к северо-западу от урбанизированной части города.

## История
Уезд Чанпин (昌平县) в этих местах был образован ещё во времена империи Западная Хань. При империи Мин в 1513 году он был поднят в статусе до области Чанпин (昌平州), в состав которой вошло три уезда.
После Синьхайской революции области были упразднены, и был воссоздан уезд Чанпин. С 1928 года уезд входил в состав провинции Хэбэй. В 1935 году при поддержке Японии в восточной части провинции Хэбэй было создано Антикоммунистическое автономное правительство Восточного Цзи, и эти земли вошли в его состав. 1 февраля 1938 года восточнохэбэйская автономия была поглощена другим прояпонским марионеточным режимом — Временным правительством Китайской Республики, который 30 марта 1940 года вошёл в состав созданной японцами марионеточной Китайской Республики. После Второй мировой войны над этими землями была восстановлена власть гоминьдановского правительства.
После образования КНР вошёл в состав Специального района Тунсянь (通县专区). В 1956 году Чанпин был передан в состав Пекина, став из уезда районом. В 1960 году район был вновь преобразован в уезд, а в 1999 году уезду был возвращён статус района.

## Административное деление
Район Чанпин делится на 2 уличных комитета, 5 местных комитетов и 10 посёлков.

## Экономика
В районе Чанпин находится завод смартфонов Xiaomi. В инновационном технопарке Чжунгуаньцунь расположены завод двигателей Beiqi Foton Motor и завод буровых установок Sany Group. В научном городке Future Science City расположен Инновационный центр технологий синтетического биопроизводства.

## Достопримечательности
- Гробницы императоров династии Мин
- Китайский музей авиации